# Siège de Chaves
Guerres napoléoniennes
Batailles
- Chaves
- Villafranca (1re)
- Braga
- Amarante
- Lugo
- Verín
- Porto (1re)
- Vigo
- Grijó
- Porto (2de)
- Ponte Sampaio

Le siège de Chaves se déroule le 10 mars 1809.

## Contexte
Le Portugal a subi trois invasions par les forces françaises pendant la période turbulente de la guerre péninsulaire entre 1807 et 1811. La région nord de la Trás-os-Montes, comme tout le pays, avait succombé à la régence Napoléonique de Junot. Dès que la nouvelle du débarquement des Britanniques est arrivée dans l'Estrémadure portugaise, la rébellion a éclaté. Bragance, et peu après Chaves, ont proclamé la libération. Les milices ont été formées pour combattre l'envahisseur.
Napoléon, inquiet de ce qui se passait en Espagne et bouleversé par l'échec de l'expédition de ses forces, décida de venir personnellement dans la Péninsule à la soumission de laquelle il avait investi 300 000 hommes. Les Britanniques, qui avaient débarqué en 1807 en Galice sous le commandement du général John Moore, ne dépassaient pas les 30 000. Avec sa mobilité habituelle, Napoléon se multiplia, divisa et anéantit les Britanniques et les Espagnols en coups rapides et précis. Il ordonna à Soult de poursuivre les Britanniques en Galice. L'armée de Moore a été vaincue et poursuivie à travers les montagnes de Lugo ; le général britannique lui-même a été tué lors des derniers combats menés autour de la baie de La Corogne, où les restes de ses forces se sont rembarqués.
Quelques mois plus tard, le même Soult reçut l'ordre d'envahir le Portugal par le Nord et d'expulser les Britanniques du sol portugais. L'exécution de l'ordre a cependant été fortement entravée par l'hiver, qui avait rendu le fleuve Minho presque impraticable, et par la résistance des forces portugaises situées entre Cerveira et Valença. Alors le général Soult décida de contourner la frontière montagneuse du Haut Minho et de faire sa pénétration à travers la frontière sèche de Trás-os-Montes. Ses forces comptaient environ 23 000 hommes (dont 4 000 à cheval) et 50 pièces d'artillerie. Certaines de ces troupes étaient expérimentées puisqu'elles avaient participé aux batailles de la Friedland et de la Austerlitz. La frontière est franchie le 7 mars 1809.

## L'attaque de Chaves
La défense de la frontière de Trás-os-Montes était entre les mains du brigadier Francisco Silveira, dont les forces, au nombre de 2 800 soldats réguliers, 2 500 miliciens et seulement 50 cavaliers, étaient concentrées autour du fief de Chaves. Les fortifications, qui étaient en mauvais état, étaient protégées par 50 pièces d'artillerie, mais avec seulement quelques-unes d'entre elles aptes au service, étaient commandés par le lieutenant-colonel Francisco Pizarro. Après des escarmouches initiales près de la frontière, les forces portugaises se sont retirées à Chaves, puis Silveira a ordonné l'abandon de la forteresse.
Cette décision a provoqué de grands troubles parmi les milices et la population. Prudemment, le brigadier mena ses forces vers le sud en évitant tout risque face aux forces supérieures. Mais sous la pression du peuple et des milices, le lieutenant-colonel Francisco Pizarro désobéit aux ordres et accepta le commandement des forces populaires, se préparant à résister aux forces d'invasion avec 500 hommes (1re ligne), 2 000 milices (2e ligne) et 1 200 ordenanças (défenseurs territoriaux en 3e ligne). Silveira a essayé de changer d'avis, appelant même un conseil de guerre pour discuter du problème, mais il n'a pas pu obtenir de décision formelle, d'autant plus que les Français arrivés le 10 mars se préparent maintenant à attaquer le fort le plus au nord de São Neutel. Pizarro tint bon et le futur comte partit avec ses officiers rejoindre ses forces, qui avaient occupé les hauts plateaux au sud de Chaves.
Soult a alors sommé la forteresse de Chaves de se rendre, mais aucune réponse n'a été donnée. Mais bientôt il était évident dans la forteresse que la défense était inutile. Bien que le feu de l'artillerie et des mousquets ait persisté depuis l'arrivée des Français, les défenseurs ont finalement reconnu que la décision de Silveira de battre en retraite avait été la plus sensée. Soult a envoyé un deuxième message appelant à la reddition de la place forte, et il a été accepté le 12 mars. Chaves se rendit et les troupes françaises pénétrèrent dans la ville le 13 mars. Soult, avec tant de prisonniers sur les bras, libéra les civils des milices et des ordenanças, sous serment de ne pas prendre les armes contre les Français, et tenta de recruter 500 soldats de ligne, qui désertèrent bientôt. Ces actions du maréchal Soult furent vivement critiquées par plusieurs de ses officiers, en particulier ceux qui avaient participé à la première invasion française du Portugal l'année précédente sous Junot, car ils préféraient que la place forte fût prise d'assaut et la garnison passée au fil de l'épée. « Cette démarche sage et douce fut très blâmée par certains de ses officiers, surtout ceux qui avaient servi sous Junot. Ils désiraient que Chaves soit assailli et la garnison passée au fil de l'épée, car ils étaient imbus d'une haine personnelle des Portugais, et étant opposés à servir dans la présente expédition, ils s'efforcèrent, semble-t-il, de contrecarrer leur général ( ...)

## La contre-attaque portugaise
Pendant ce temps, les forces portugaises avaient quitté leurs positions près de Vidago et se retiraient plus au sud vers un passage bas entre Vila Pouca et Vila Real. Soult, cependant, avait décidé de se diriger vers le sud en passant par le Barroso, plein ouest au lieu du sud. Il laissa une petite garnison de quelques centaines d'hommes à Chaves sous le commandement du major Messeger, et l'hôpital qu'il avait transféré de Monterey, en Galice, avec de nombreux blessés ou malades. Dès que Silveira a su que la principale armée française était partie, il a décidé d'attaquer Chaves. Depuis quelques jours, un détachement français s'était approché de Vila Pouca pour tenter de forcer les forces portugaises retranchées à battre en retraite. Mais bientôt on découvrit que ces forces étaient allées à Boticas pour rejoindre la principale armée française qui était déjà en route vers l'ouest. L'armée de Soult a remporté la première bataille de Porto.

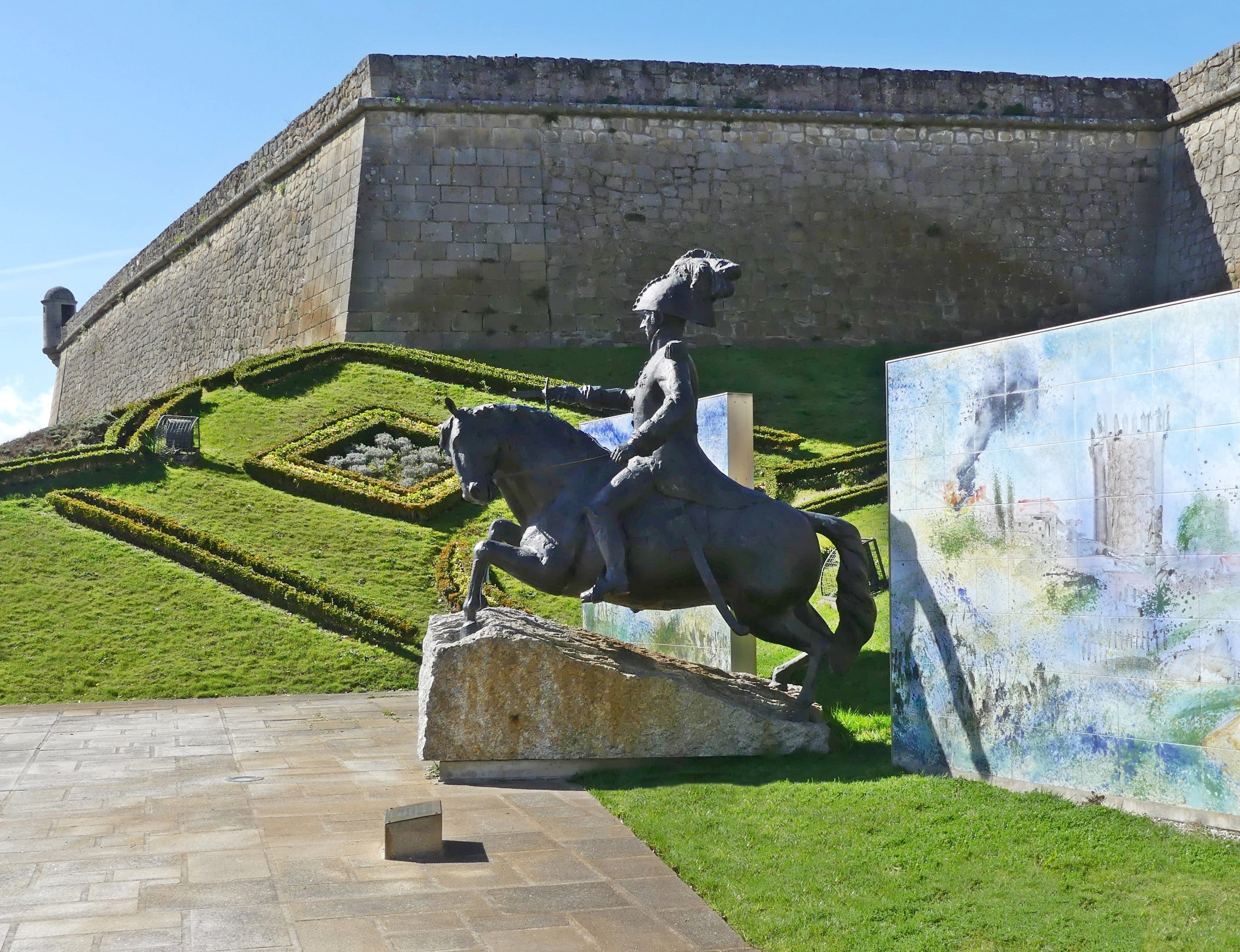
Monument commémorant la reprise de Chaves par le général Francisco da Silveira

Une fois de plus, Silveira descendit dans la vallée de la rivière Tâmega et attaqua le bastion de Chaves le 21 mars. La petite garnison française tenta de résister, mais les Portugais connaissaient bien la ville et purent pénétrer dans les murs par une ouverture appelée "l'Ouverture des Boucheries". Dans les rues, il y a eu des combats au corps à corps et les Français, comptant près de 300 morts, se sont retirés dans le fort de São Francisco. 200 Français ont fini prisonniers aux mains des Portugais. Les Portugais, n'ayant pas d'artillerie, bloquèrent les Français pendant quatre jours. Le cinquième jour, alors que tout était prêt pour l'assaut final à mener en escaladant le fort, Silveira donna à Messeger un ultimatum, en vertu duquel il devait se rendre sans conditions. Messeger demande alors une heure de trêve pour prendre une décision. Une fois le temps imparti écoulé, et toujours sans réponse, Silveira lança un dernier ultimatum, avertissant Messenger que s'il ne se rendait pas dans les cinq minutes, il donnerait l'ordre de prendre le fort. Le commandant français s'est immédiatement rendu sans conditions. 25 officiers, 23 civils et chirurgiens et environ 1 300 soldats ont été capturés et emmenés sous escorte à Vila Real. 114 Espagnols laissés à Chaves comme prisonniers par Soult ont été remis en liberté.
Cette habile et vaillante manœuvre de Silveira bouleversa sérieusement les plans de Soult, l'obligeant à attendre, faute de lignes de ravitaillement, entre les fleuves Douro et Vouga. Après la Seconde bataille de Porto, l'armée française est obligée par Wellesley de Wellington de se replier rapidement vers son point de départ, la ville d'Ourense en Galice, en Espagne . Dans la phase finale de cette retraite, Silveira a presque réussi à intercepter les troupes françaises près de Montealegre. Certains de ses détachements ont même pu voir l'arrière-garde franchir la frontière près des montagnes escarpées du Larouco. Carr Beresford était venu à Chaves et avait laissé passer l'occasion de détruire les Français. Une fois le danger passé, Beresford, sous l'insistance de Silveira, convoqua une cour martiale pour Francisco Pizarro. Ce conseil de guerre a eu lieu à Lisbonne en 1809 et a trouvé le lieutenant-colonel téméraire innocent des accusations.
Cette défaite réussie des Français par l'armée portugaise mal équipée a donné à la ville de Chaves une place importante dans l'histoire portugaise. Cela, avec l'échec de l'attaque royaliste contre Chaves en 1912, a donné à Chaves le titre mérité de la ville héroïque de Chaves (Cidade Heróica de Chaves), le nom de nombreuses rues et avenues au Portugal .
Les malades, les blessés, et tous les hommes inutiles furent laissés à Chaves sous la protection d'une faible garnison. La faiblesse des effectifs de cette garnison sera préjudiciable ultérieurement aux Français. En effet, les troupes coalisées (anglaises mais surtout espagnoles et portugaises) parviendront aisément, une fois que Soult se sera avancé plus au sud, à former des milices puis à reprendre cette ville (ainsi que d'autres points stratégiques), bloquant ainsi les lignes de communications et d'approvisionnement françaises avec la Galice. Ce blocage des lignes associé à une révolte hispano-portugaise dans cette région et accompagné d'un débarquement de troupes anglaises sont les principales raisons qui firent de la deuxième invasion du Portugal un projet avorté (les Français s’arrêtèrent à Porto).